# Metalimnobia immatura
Metalimnobia immatura är en tvåvingeart som först beskrevs av Osten Sacken 1860.  Metalimnobia immatura ingår i släktet Metalimnobia och familjen småharkrankar. Inga underarter finns listade i Catalogue of Life.